# Svay Teab
Svay Teab es uno de los siete distritos que forman la provincia camboyana de Svay Rieng, con una población estimada en marzo de 2008 de 46 163 habitantes. Está dividido en las siguientes  comunas (khum), que se muestran asimismo con población estimada de 2008:
- Kandieng Reay 8,050
- Kokir Saom 6,059
- Monourom 1,139
- Popeaek 4,871
- Prasout 6,662
- Prey Ta Ei 3,031
- Romeang Thkaol 5,330
- Sambuor 7,028
- Svay Rumpea 3,993[1]